# 法伦克鲁格
法伦克鲁格是德国石勒苏益格－荷尔斯泰因州的一个市镇。总面积6.21平方公里，总人口1558人，其中男性793人，女性765人（2011年12月31日），人口密度251人/平方公里。